# 狩野茉莉
狩野 茉莉（かのう まり、9月29日 - ）は、日本の女性声優。東京都出身。

## 来歴
演劇部に所属していたところ声優好きな人物が多く、初めて職業としての声優に興味を持つ。
2006年3月に日本ナレーション演技研究所を卒業し、同年4月よりアーツビジョン所属となる。
ユニット活動は、個人的な活動の「elements」（エレメンツ）が声優の下田麻美と2007年6月頃から2010年3月まで。

## 人物
趣味・特技は音楽鑑賞、映画鑑賞、観劇、手話、神経衰弱。

## 出演
太字はメインキャラクター。

### テレビアニメ
- 魔法先生ネギま! / ネギま!?（2005年 - 2007年、鳴滝史伽）- 2シリーズ ※『ネギま!?』第8話のED提供イラストも担当。
- 鍵姫物語 永久アリス輪舞曲（2006年、桐原きらは）
- ゴーストハント（2006年、ミニー）
- ちょこッとSister（2006年、アキ）
- ラブゲッCHU 〜ミラクル声優白書〜（2006年、青きよか）
- はじめの一歩 New Challenger（2009年、女性）
- UQ HOLDER! 〜魔法先生ネギま!2〜（2017年、鳴滝史伽）

### 劇場アニメ
- 劇場版 魔法先生ネギま! ANIME FINAL（2011年、鳴滝史伽）

### OVA
- ネギま!? 春・夏（2006年、鳴滝史伽）
- 魔法先生ネギま! OVAシリーズ（2008年 - 2009年、鳴滝史伽）- 2作品

### Webアニメ
- +チック姉さん（2011年、姉さん / 源間色絵）

### ゲーム
- 魔法先生ネギま!（2005年 - 2007年、鳴滝史伽） - 7作品
- etude prologue 〜揺れ動く心のかたち〜（2006年、山田まゆ）
- ワンダーキング（2007年、女神ディエロナ）
- 化石モンスター スペクトロブス（2010年、モコモコ、コキンコ、ピョコロ）
- わグルま!（2011年、ドール）
- イクシオンサーガ（2013年）
- 太鼓の達人 Wii Uば〜じょん!（2013年）
- マブラヴ オルタネイティヴ クロニクルズ 04（2013年、倉原かなめ）
- ウチの姫さまがいちばんカワイイ（2014年、読夢姫 ウェンディ・レバリィ）
- AFKアリーナ（2024年、レイリア）

### 吹き替え

#### 映画
- 奇跡のシンフォニー（メーガン）
- ネイキッド・ブラザーズ・バンド（エマ・ストックデール）
- ハンテッド（ロレッタ）
- マーシャル博士の恐竜ランド（少女、パクニ娘）
- ロード・トリップ パパは誰にも止められない!（幼いメラニー、ボビー）

#### ドラマ
- コーリー ホワイトハウスでチョー大変!（ハーレイ）
- リ・ジェネシス4 バイオ犯罪捜査班 #1（ローラ）

#### アニメ
- イン・ヤン・ヨー!（脇役多数）
- ザ・リプレイス 大人とりかえ作戦（ターニャ、アシュレイ・ヒッツウェル）
- ミッキーマウス クラブハウス（キュードルズ）

### ラジオドラマ
- ゴールデンドロップ 遥かなる恵みの雫（2010年、プリム）

### パチスロ
- 緑ドン〜キラメキ!炎のオーロラ伝説〜（2013年、人魚、イースター娘、サウナ娘）
- 緑ドン VIVA2（2014年、クゥ、少年、少女、サンバガール、カピバラ）
- CR魔法先生ネギま!（2017年、鳴滝史伽[5]）

### 映像作品
- 魔法先生ネギま! 麻帆良学園 大麻帆良祭（2006年3月29日）
- ネギま!? Princess Festival DVD（2007年7月4日）

## ディスコグラフィ

### キャラクターソング
| 発売日   | 商品名                                                            | 歌                                                                 | 楽曲                                                                 | 備考                                                         |
| 2004年   | 2004年                                                            | 2004年                                                             | 2004年                                                               | 2004年                                                       |
| -------- | ----------------------------------------------------------------- | ------------------------------------------------------------------ | -------------------------------------------------------------------- | ------------------------------------------------------------ |
| 5月1日   | 出席番号のうた                                                    | 麻帆良学園中等部2-A                                                | 「出席番号のうた」                                                   | テレビアニメ『魔法先生ネギま!』関連曲                        |
| 11月26日 | 魔法先生ネギま! 声のクラスメイトシリーズ 2月：いたずら3人組       | いたずら3人組                                                      | 「It's My Life」 「It's My Life（Remix ver.）」                      | テレビアニメ『魔法先生ネギま!』関連曲                        |
| 2005年   |                                                                   |                                                                    |                                                                      |                                                              |
| 6月8日   | ハッピー☆マテリアル 5月度：Electric version                       | 麻帆良学園中等部2-A                                                | 「ハッピー☆マテリアル」                                              | テレビアニメ『魔法先生ネギま!』オープニングテーマ            |
| 8月3日   | ハッピー☆マテリアル/輝く君へ〜Peace                               | 麻帆良学園中等部2-A                                                | 「ハッピー☆マテリアル 31人ver.・TVサイズ」                           | テレビアニメ『魔法先生ネギま!』最終話オープニングテーマ      |
| 8月3日   | ハッピー☆マテリアル/輝く君へ〜Peace                               | 麻帆良学園中等部2-A                                                | 「輝く君へ〜Peace」                                                  | テレビアニメ『魔法先生ネギま!』最終話エンディングテーマ      |
| 2006年   |                                                                   |                                                                    |                                                                      |                                                              |
| 4月26日  | 鍵姫物語 永久アリス輪舞曲 Character Song Collection               | 桐原きらは（狩野茉莉）                                             | 「しあわせMAXIMUM」                                                  | テレビアニメ『鍵姫物語 永久アリス輪舞曲』関連曲              |
| 12月6日  | ネギま!? うたのCD①                                                | さんぽ部                                                           | 「気まぐれ行進曲♪」                                                  | テレビアニメ『ネギま!?』関連曲                               |
| 12月6日  | ネギま!? うたのCD①                                                | チュパカブラ研究会                                                 | 「チュパ研の唄〜きっと、いルーンヤ〜」                               | テレビアニメ『ネギま!?』関連曲                               |
| 2007年   |                                                                   |                                                                    |                                                                      |                                                              |
| 1月24日  | ネギま!? 1000%BOX                                                 | 長瀬楓（白石涼子）、鳴滝風香（こやまきみこ）、鳴滝史伽（狩野茉莉） | 「1000%SPARKING!」 「A-LY-YA!」 「1000%SPARKING!（らてんみっくす）」 | テレビアニメ『ネギま!?』関連曲                               |
| 1月24日  | ネギま!? 1000%BOX                                                 | ネギ・スプリングフィールド&麻帆良学園中等部3-A                     | 「1000%SPARKING!」 「A-LY-YA!」                                      | テレビアニメ『ネギま!?』関連曲                               |
| 6月13日  | ネギま!? Princess Festival CD                                     |                                                                    | 「」                                                                 | テレビアニメ『ネギま!?』関連曲                               |
| 9月26日  | ネギま!? ベストアルバム                                           | ネギ・スプリングフィールド&麻帆良学園中等部3-A                     | 「Hello Again」                                                      | テレビアニメ『ネギま!?』関連曲                               |
| 2008年   |                                                                   |                                                                    |                                                                      |                                                              |
| 5月21日  | 太鼓の達人 オリジナルサウンドトラック「サントラ2008」             | 狩野茉莉                                                           | 「白鳥の湖〜still a duckling〜」                                     | ゲーム『太鼓の達人』関連曲                                   |
| 8月27日  | ハッピー☆マテリアル リターン                                      | 麻帆良学園中等部3-A                                                | 「ハッピー☆マテリアル リターン」                                     | OAD『魔法先生ネギま! 〜白き翼 ALA ALBA〜』オープニングテーマ |
| 8月27日  | ハッピー☆マテリアル リターン                                      | 麻帆良学園中等部3-A                                                | 「輝く君へ」                                                         | OAD『魔法先生ネギま! 〜白き翼 ALA ALBA〜』エンディングテーマ |
| 8月27日  | ハッピー☆マテリアル リターン                                      | 麻帆良学園中等部3-A                                                | 「A-LY-YA」                                                          |                                                              |
| 2011年   |                                                                   |                                                                    |                                                                      |                                                              |
| 8月24日  | 桜風に約束を -旅立ちの歌-                                         | ネギ・スプリングフィールド&麻帆良学園中等部3-A                     | 「桜風に約束を -旅立ちの歌-」                                        | 劇場アニメ『劇場版 魔法先生ネギま! ANIME FINAL』主題歌       |
| 9月17日  | 東日本大震災チャリティーCD企画continue第3弾「馬鹿盛り部のテーマ」 | 井上直美、石毛佐和、狩野茉莉、矢部雅史                             | 「馬鹿盛り部のテーマ」                                               |                                                              |
| 2014年   |                                                                   |                                                                    |                                                                      |                                                              |
| 5月28日  | 緑ドン VIVA2 SOUND COLLECTION                                     |                                                                    | 「」                                                                 | パチスロ『緑ドン VIVA2』関連曲                               |

## その他

### ラジオ
- 声優生活向上委員会mini（2005年10月 - 2006年1月、AII）

ラジオドラマ
- 「あおらじ〜髪の健康百科〜」コーナー内のラジオドラマ「シャンプーがなければせっけんをつかえばいいじゃない」（土井垣ミサ）※2005年 - 2007年10月29日、すときゃ!

### ナレーション、その他
- サンタックBIBIOジュークボックス取り扱い説明声
- 足立区こども科学館プラネタリウム「電脳快獣ギャラぽん〜星空プレゼント大作戦!」（ミニぽん）
- バナフェス!タウン（ナレーション）

### ユニットメンバー
1. 1 2  相坂さよ（白鳥由里）、明石裕奈（木村まどか）、朝倉和美（笹川亜矢奈）、綾瀬夕映（桑谷夏子）、和泉亜子（山川琴美）、大河内アキラ（山本杏美）、柿崎美砂（伊藤静）、神楽坂明日菜（神田朱未）、春日美空（板東愛）、絡繰茶々丸（渡辺明乃）、釘宮円（出口茉美）、古菲（田中葉月）、近衛木乃香（野中藍）、早乙女ハルナ（石毛佐和）、桜咲刹那（小林ゆう）、佐々木まき絵（堀江由衣）、椎名桜子（大前茜）、龍宮真名（佐久間未帆）、超鈴音（大沢千秋）、長瀬楓（白石涼子）、那波千鶴（小林美佐）、鳴滝風香（こやまきみこ）、鳴滝史伽（狩野茉莉）、葉加瀬聡美（門脇舞）、長谷川千雨（志村由美）、エヴァンジェリン・A・K・マクダウェル（松岡由貴）、宮崎のどか（能登麻美子）、村上夏美（相沢舞）、雪広あやか（皆川純子）、四葉五月（井ノ上ナオミ）、ザジ・レイニーデイ（猪口有佳）
2. ↑  春日美空（板東愛）、鳴滝風香（こやまきみこ）、鳴滝史伽（狩野茉莉）
3. ↑  鳴滝風香（こやまきみこ）、鳴滝史伽（狩野茉莉）、葉加瀬聡美（門脇舞）、長谷川千雨（志村由美）、エヴァンジェリン・A・K・マクダウェル（松岡由貴）
4. ↑  長瀬楓（白石涼子）、鳴滝風香（こやまきみこ）、鳴滝史伽（狩野茉莉）
5. ↑  神楽坂明日菜（神田朱未）、長瀬楓（白石涼子）、鳴滝風香（こやまきみこ）、鳴滝史伽（狩野茉莉）、早乙女ハルナ（石毛佐和）、明石裕奈（木村まどか）
6. 1 2  ネギ・スプリングフィールド（佐藤利奈）、相坂さよ（白鳥由里）、明石裕奈（木村まどか）、朝倉和美（笹川亜矢奈）、綾瀬夕映（桑谷夏子）、和泉亜子（山川琴美）、大河内アキラ（浅倉杏美）、柿崎美砂（伊藤静）、神楽坂明日菜（神田朱未）、春日美空（板東愛）、絡繰茶々丸（渡辺明乃）、釘宮円（出口茉美）、古菲（Hazuki）、近衛木乃香（野中藍）、早乙女ハルナ（石毛佐和）、桜咲刹那（小林ゆう）、佐々木まき絵（堀江由衣）、椎名桜子（大前茜）、龍宮真名（佐久間未帆）、超鈴音（高本めぐみ）、長瀬楓（白石涼子）、那波千鶴（小林美佐）、鳴滝風香（こやまきみこ）、鳴滝史伽（狩野茉莉）、葉加瀬聡美（門脇舞以）、長谷川千雨（志村由美）、エヴァンジェリン・A・K・マクダウェル（松岡由貴）、宮崎のどか（能登麻美子）、村上夏美（相沢舞）、雪広あやか（皆川純子）、四葉五月（井上直美）、ザジ・レイニーデイ（いのくちゆか）
7. ↑  相坂さよ（白鳥由里）、明石裕奈（木村まどか）、朝倉和美（笹川亜矢奈）、綾瀬夕映（桑谷夏子）、和泉亜子（山川琴美）、大河内アキラ（浅倉杏美）、柿崎美砂（伊藤静）、神楽坂明日菜（神田朱未）、春日美空（板東愛）、絡繰茶々丸（渡辺明乃）、釘宮円（出口茉美）、古菲（Hazuki）、近衛木乃香（野中藍）、早乙女ハルナ（石毛佐和）、桜咲刹那（小林ゆう）、佐々木まき絵（堀江由衣）、椎名桜子（大前茜）、龍宮真名（佐久間未帆）、超鈴音（高本めぐみ）、長瀬楓（白石涼子）、那波千鶴（小林美佐）、鳴滝風香（こやまきみこ）、鳴滝史伽（狩野茉莉）、葉加瀬聡美（門脇舞以）、長谷川千雨（志村由美）、エヴァンジェリン・A・K・マクダウェル（松岡由貴）、宮崎のどか（能登麻美子）、村上夏美（相沢舞）、雪広あやか（皆川純子）、四葉五月（井上直美）、ザジ・レイニーデイ（いのくちゆか）
8. ↑  ネギ・スプリングフィールド（佐藤利奈）、相坂さよ（白鳥由里）、明石裕奈（木村まどか）、朝倉和美（笹川亜矢奈）、綾瀬夕映（桑谷夏子）、和泉亜子（山川琴美）、大河内アキラ（浅倉杏美）、柿崎美砂（伊藤静）、神楽坂明日菜（神田朱未）、春日美空（板東愛）、絡繰茶々丸（渡辺明乃）、釘宮円（出口茉美）、古菲（阿澄佳奈）、近衛木乃香（野中藍）、早乙女ハルナ（石毛佐和）、桜咲刹那（小林ゆう）、佐々木まき絵（堀江由衣）、椎名桜子（小見川千明）、龍宮真名（佐久間未帆）、超鈴音（高本めぐみ）、長瀬楓（白石涼子）、那波千鶴（小林美佐）、鳴滝風香（こやまきみこ）、鳴滝史伽（狩野茉莉）、葉加瀬聡美（門脇舞以）、長谷川千雨（志村由美）、エヴァンジェリン・A・K・マクダウェル（松岡由貴）、宮崎のどか（能登麻美子）、村上夏美（相沢舞）、雪広あやか（皆川純子）、四葉五月（井上直美）、ザジ・レイニーデイ（いのくちゆか）